# 程嬰新脊介
程嬰新脊介（学名：Neonesidea chengyingi）为土菱介科新脊介屬下的一个种。